# Idiocranium russeli
Idiocranium russeli är en groddjursart som beskrevs av Parker 1936. Idiocranium russeli ingår i släktet Idiocranium och familjen Caeciliidae. IUCN kategoriserar arten globalt som otillräckligt studerad. Inga underarter finns listade i Catalogue of Life.